# Conrad Haas
Conrad Haas (1509 — 1576) foi um engenheiro militar do Sacro Império Romano-Germânico. Foi talvez a primeira pessoa a descrever foguetes multi-estágio por escrito.

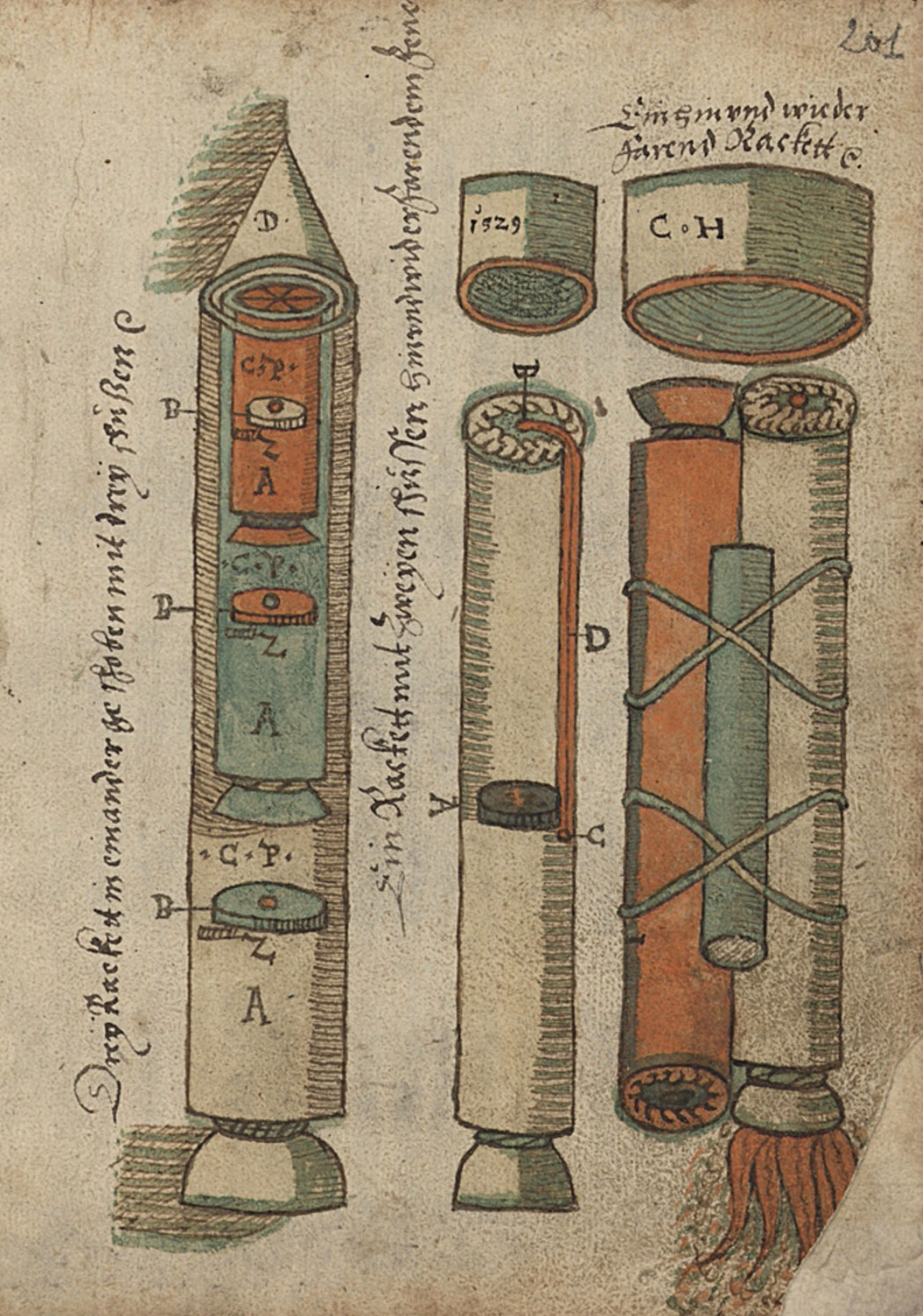
Diagrama de foguetes multi estágio por Conrad Haas

Haas nasceu em Dornbach, (hoje parte de um distrito de Viena). Atingiu o cargo de Zeugwart (gerente de equipamento) e mestre de arsenal do exército Imperial Austríaco sob comando de Fernando I, Sacro Imperador Romano-Germânico.
Estêvão Báthory, príncipe da Transilvânia convidou-o para Hermannstadt (atualmente Sibiu, Transilvânia, Romênia) em 1551, para ser engenheiro de armamentos e também ministrar aulas em Klausenburg (atualmente Cluj-Napoca).